# Ceinos de Campos
Ceinos de Campos – gmina w Hiszpanii, w prowincji Valladolid, w Kastylii i León, o powierzchni 36,11 km². W 2011 roku gmina liczyła 261 mieszkańców.